# Pierre Pflimlin

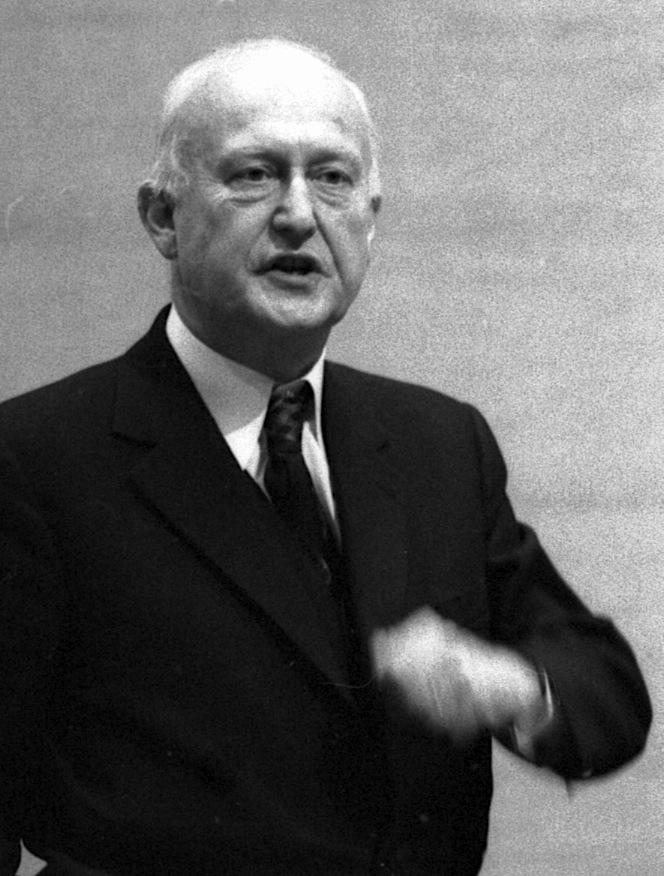
Pierre Pflimlin, 1975

Pierre Eugène Jean Pflimlin ([pjɛʁ flimˈlɛ̃]; * 5. Februar 1907 in Roubaix, Département Nord; † 27. Juni 2000 in Straßburg) war ein französischer Jurist und Politiker des christdemokratischen MRP bzw. später des Centre démocrate und des CDS. Er bekleidete verschiedene Ministerämter und war im Mai 1958 kurzzeitig der letzte Ministerpräsident der Vierten Republik.
Von 1959 bis 1983 war Pflimlin Bürgermeister von Straßburg und von 1984 bis 1987 Präsident des Europäischen Parlamentes.

## Leben und Wirken

### Anfänge
Pierre Pflimlins Vater war Textilfabrikant, der eine Spinnerei in Mülhausen betrieb. Pflimlin wuchs in der elsässischen Stadt auf, die in seinen frühen Jugendjahren noch zu Elsaß-Lothringen im Deutschen Reich gehörte. In der Familie wurde sowohl Deutsch als auch Französisch gesprochen. 
Er studierte Jura am Institut Catholique de Paris und an der Universität Straßburg, hier wurde er schließlich mit einer juristischen Dissertation promoviert. Er ließ sich 1933 als Rechtsanwalt in Straßburg nieder. Aus religiöser Überzeugung nahm der konservative Jurist keine Scheidungsfälle an, demgegenüber vertrat er aber sozialreformerische Ideen. Im Zweiten Weltkrieg arbeitete er als Dolmetscher, dann im Jugendministerium des Vichy-Regimes unter Henri Philippe Pétain, doch zog er sich bald wieder aus der Politik zurück und wurde schließlich Richter.

### Politischer Werdegang
Nach der Befreiung widmete sich Pflimlin ganz der Politik, er wurde Mitglied der Republikanischen Volkspartei (Mouvement républicain populaire, MRP), einer schon 1944 zur Zeit der Provisorischen Regierung gegründeten Partei mit einem aus christlichen wie sozialdemokratischen Anteilen bestehenden Programm. Diese Kombination erwies sich als so erfolgreich, dass sie der MRP den drittgrößten Wählerzuspruch in der Nachkriegszeit verschaffte. Ihr bekanntester Protagonist war der Europapolitiker Robert Schuman.
1945 wurde Pflimlin Stadtrat in Straßburg und für 22 Jahre Abgeordneter der Nationalversammlung. Seine politischen Ambitionen konnte er ungeachtet der Kurzlebigkeit der französischen Kabinette in der Vierten Republik immer mehr ausbauen. Zunächst wurde er Unterstaatssekretär für Bevölkerungspolitik, dann Landwirtschaftsminister von 1947 bis 1949 und 1950 bis 1951, wo er den europäischen Schuman-Plan mit seinem Pflimlin-Plan auf dem landwirtschaftlichen Gebiet ergänzte. In kurzer Folge amtierte er in verschiedenen Kabinetten als Minister für Außenhandel (1951–52), Staatsminister für Angelegenheiten des Europarats (Anfang 1952), Minister für die Überseegebiete (1952–53). Nachdem sein erster Versuch, selbst Regierungschef zu werden, gescheitert war, hatte er von März 1955 bis Februar 1956 das Amt des Finanz- und Wirtschaftsministers im Kabinett Faure II inne.
Als Nachfolger von Pierre-Henri Teitgen wurde Pflimlim 1956 zum Parteivorsitzenden des MRP gewählt. Seine Regierungstätigkeit setzte er für anderthalb Jahre aus, im November 1957 wurde er wieder Finanzminister, diesmal unter dem Radikalsozialisten Félix Gaillard. Nachdem die Regierung Gaillard wegen des zugespitzten Algerienkonflikts stürzte, wurde Pflimlin am 13. Mai 1958 zum Premierminister ernannt. Da aber die Militärführung nicht ihn, sondern General de Gaulle als Regierungschef haben wollte, gab es am selben Tag den ersten Algerienputsch der Generäle. Am 28. Mai trat Pflimlin wieder zurück, weil seine Kompromisse keine Seite zufriedenstellen konnten. Eine Zusammenarbeit mit den Kommunisten kam für ihn nicht in Frage. Das bedeutete auch das Ende der Vierten Republik, da de Gaulle seine Rückkehr an die Macht mit einer Verfassungsänderung besiegelte.
De Gaulles neuer Regierung, dem ersten Kabinett der Fünften Republik, gehörte Pflimlin wieder als Ministre d’État (d. h. als einer der vier höchstrangigen Minister) an. Doch aufgrund der Unterschiede zur Europapolitik de Gaulles schied er nach dessen Wahl zum Staatspräsidenten im Januar 1959 aus der Regierung aus. Stattdessen kandidierte er 1959 erfolgreich für die Wahlen zum Bürgermeister in Straßburg. Dieses Amt übte er bis 1983 aus. Den Vorsitz der MRP gab er im Mai 1959 an den Senator André Colin ab. Ein letztes Mal übernahm er im April 1962 einen Kabinettsposten in der ersten Regierung von Georges Pompidou – als Minister für Entwicklungszusammenarbeit im Range eines Ministre d’État. Doch schon im nächsten Monat verließen die MRP-Minister die Regierung, da ihre Europapolitik von de Gaulle auf einer Pressekonferenz brüskiert worden war.
In der Nationalversammlung bildete sich Ende 1962 ein neues bürgerliches Fraktionsbündnis, das Centre démocratique, dessen Vorsitz Pflimlin bis 1963 innehatte. Von 1965 bis 1970 war Pflimlim Vorsitzender der Kommission für regionale Wirtschaftsentwicklung (CODER) des Elsass. Nach der Auflösung des MRP 1967 traten er und die meisten Parteifunktionäre in das von Jean Lecanuet geführte Centre démocrate (CD) über, das 1976 im Centre des démocrates sociaux (CDS) aufging.

### Europapolitik
Pflimlin widmete seine Politik der deutsch-französischen Aussöhnung und der europäischen Einigung. Seinem Engagement ist es zum größten Teil zu verdanken, dass Straßburg zu einem Zentrum der europäischen Politik geworden ist. Von 1959 bis 1967 war er Mitglied und von 1963 bis 1966 Präsident der Parlamentarischen Versammlung des Europarats.

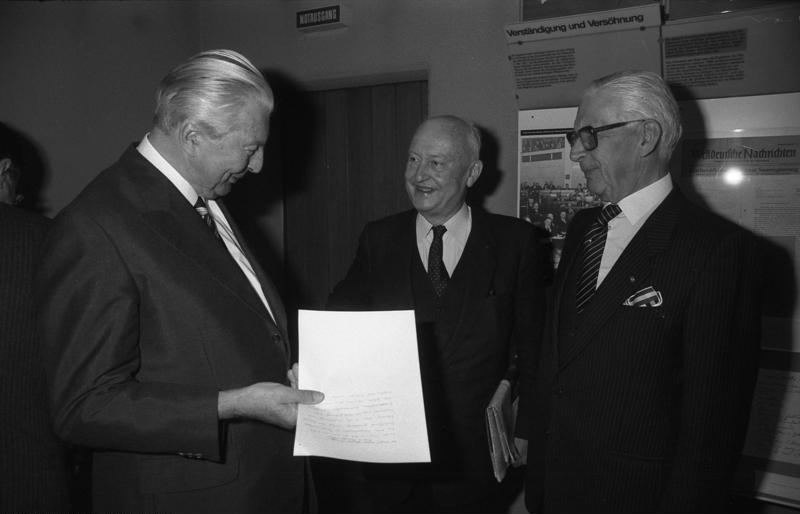
Pierre Pflimlin (Mitte) mit Kurt Georg Kiesinger und Kai-Uwe von Hassel im Bundeskanzler-Adenauer-Haus Rhöndorf, 1983

1979 wurde er zum Mitglied, 1982 zu einem der Vizepräsidenten und am 24. Juli 1984 zum Präsidenten des Europaparlaments gewählt. Das Amt hatte er bis zum Januar 1987 inne, danach blieb er bis 1989 einfacher Abgeordneter und engagierte sich weiterhin für die europäische Einigung. Pflimlin verlegte sich nun mehr auf das Publizieren. In seinen Memoiren (1991) hob er noch einmal die Bedeutung der europäischen Einigungsbestrebungen hervor. Seine Kollegen und Freunde schätzten Pflimlin wegen seiner Diplomatie, seines feinsinnigen Humors und seiner Arbeitsdisziplin.
Er war einer der letzten lebenden Gründungsväter der Europäischen Union. Pflimlin war seit 1939 verheiratet mit Marie Odile, geb. Heinrich, und hinterließ drei Kinder: Étienne, Bankpräsident von Crédit Mutuel, Odile, Germanistikdozentin in Paris, und Antoinette, Angestellte der Stadt Straßburg. Er starb 2000 in Straßburg und wurde auf dem Cimetière Saint-Gall in Strasbourg-Koenigshoffen beigesetzt (Sektion 6-3-10).

## Auszeichnungen
- Croix de guerre 1939–1945
- Großkreuz des Päpstlichen Piusordens[2]
- Großes Verdienstkreuz der Bundesrepublik (1975)
- Robert-Schuman-Preis der Alfred-Toepfer-Stiftung F.V.S. (1975)
- Verdienstmedaille des Landes Baden-Württemberg (1977)
- Ehrenbürger der Stadt Stuttgart (1982)
- Verdienstorden des Landes Rheinland-Pfalz (1983)
- Robert-Schuman-Medaille (1986)
- St.-Liborius-Medaille für Einheit und Frieden des Erzbistums Paderborn (1986)
- Elsie-Kühn-Leitz-Preis der VDFG (Vereinigung Deutsch-Französischer Gesellschaften) (1986)
- Ehrenmitglied e.v. KDStV Staufia Bonn im CV[3]
- Die im Jahre 2002 eröffnete Pierre-Pflimlin-Brücke südlich von Straßburg zwischen Baden (Deutschland) und dem Elsass (Frankreich) wurde nach ihm benannt.

## Werke
- mit Laufenburger Henry (1938): La nouvelle structure économique du IIIe Reich. Paris: Hartmann, 105 p.
- (1977): Le cheminement de l'idée européenne. [conférence] Fribourg: Éditions universitaires, 28 p.
- (1991): Mémoires d'un européen de la IVe à la Ve République. Paris: Fayard, 391 p.,
- (1995):  „Frieden – das ist der Europa-Idee gutzuschreiben.“  Eine Geschichtsstunde mit Pierre Pflimlin. Redaktion: Hanns-Georg Helwerth. Landesbildstelle Württemberg, Stuttgart. 1 Videokassette (VHS, 53 Min.), farbig und s/w